# Torre d'En Roig (Chert)
La torre d’En Roig es una de las varias torres de vigilancia que se encuentran diseminadas a lo largo del término municipal de Chert, en la comarca del Bajo Maestrazgo, en la provincia de Castellón. Se puede acceder a ella por la carretera Chert-pedanía D´en Roig, aproximadamente a un kilómetro de distancia, girando a la derecha.
A pesar de estar catalogada, por declaración genérica, como Bien de interés cultural, no presenta inscripción ministerial, aunque sí tiene un código de identificador: 12.03.052-006.
Actualmente la torre está prácticamente soterrada debido al relleno del terreno que se fue realizando con el tiempo, con la intención de ganar superficie. Así, de la puerta principal sólo queda a la vista el dintel.
La datación de la torre es difícil pero puede aventurarse que es de la época islámico medieval.